# 阪口直人
阪口 直人（さかぐち なおと、1963年6月12日 - ）は、日本の政治家、市民運動家。れいわ新選組所属の衆議院議員（3期）。

## 来歴

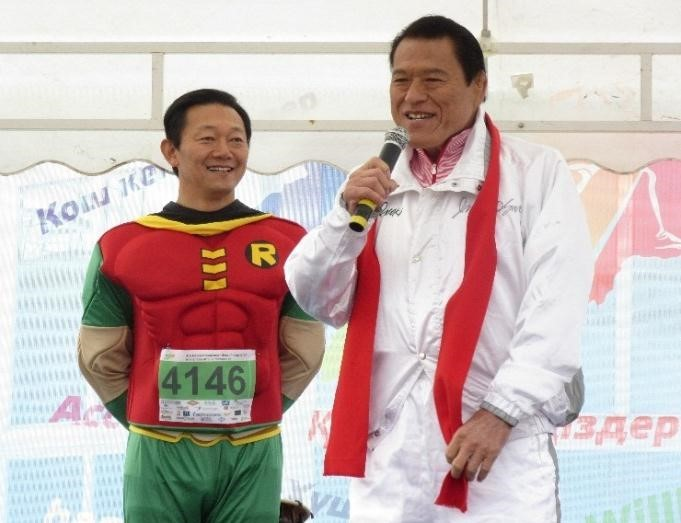
2015年5月、アントニオ猪木と（キルギスにて）

大阪府豊中市出身。早稲田大学教育学部英語英文学科卒業。大学卒業後はキヤノン勤務を経て、1992年に国際連合が募集したカンボジアでの選挙監理ボランティアに応募し、合格。キヤノンを退職し約1年間、ラタナキリ州で選挙支援に従事した。その後は国連モザンビーク活動（ONUMOZ）、ボスニア・ヘルツェゴビナ統一選挙等でボランティア、選挙監視員を務める。そのかたわら専門学校講師を務め、埼玉大学大学院経済学研究科修士課程を修了し、名古屋大学大学院国際開発研究科国際協力専攻博士後期課程に入学したが、中退。
2000年、NPO法人「インターバンド」の事務局長に就任。同年よりインターバンド代表である首藤信彦衆議院議員（民主党）の政策担当秘書を務める。2003年の第43回衆議院議員総選挙、2005年の第44回衆議院議員総選挙に民主党公認で神奈川17区から立候補するが、自由民主党の河野洋平に敗れ、落選。2007年の第21回参議院議員通常選挙では両親の出身地でもある和歌山県選挙区に国替えして立候補するも、自民党の世耕弘成に敗れた。2009年の第45回衆議院議員総選挙では和歌山2区から立候補し、自民党前職の石田真敏を破り、初当選した（石田も比例復活）。
2012年11月19日、民主党に離党届を提出し、日本維新の会に入党（離党届は受理されず、11月21日付で除籍処分が下った）。第46回衆議院議員総選挙では、和歌山2区で前回下した自民党の石田真敏に敗れたが、重複立候補していた比例近畿ブロックで復活し、再選。
2013年9月、日本維新の会国際局を立ち上げ局長就任、小沢鋭仁国対委員長を団長とする訪中団を組織して中華人民共和国を訪問。
2014年9月に維新と結いが合流してできた維新の党の結党に参加。国会議員団副幹事長、政策調査会国会政策部会長、党国際局長、党和歌山県総支部代表。同年12月の第47回衆議院議員総選挙では、和歌山2区から立候補するも落選。
2016年4月、維新の党と民主党が合併し結成された民進党の三重4区総支部長に就任したが、1票の格差是正と定数削減で三重県の選挙区が減少したため、2017年9月9日に岐阜3区への鞍替えが発表された。同月に衆議院が解散。翌10月の第48回衆議院議員総選挙では、民進党が希望の党への合流を決定したため総選挙は希望の党公認で立候補したが、選挙区では自民党の武藤容治に敗れ、重複立候補していた比例東海ブロックでも復活できず、ふたたび落選。
2019年5月18日、立憲民主党岐阜県連は、次期衆院選の岐阜3区に阪口を擁立する方針を決めた。
2020年9月に再編された立憲民主党にも参加し、2021年10月31日の第49回衆議院議員総選挙に武藤との一騎打ちで臨んだが、敗れて比例復活もならず落選した。
2023年3月、立憲民主党を離党。離党の理由として、党前代表の枝野幸男が「（減税公約は）間違いだった」と発言したことを挙げた。同年12月1日、れいわ新選組は次期衆院選の岐阜3区に阪口を擁立すると発表した。
2024年10月27日の第50回衆議院議員総選挙にれいわ新選組公認で出馬、岐阜3区では敗れたが、比例復活より10年振りに国政復帰した。

## 主張
- 選択的夫婦別姓制度導入にどちらかといえば賛成[19]。
- 永住外国人の地方選挙権付与について「どちらとも言えない」としている[20]。
- 女性宮家に反対[21]。
- 政権への対峙姿勢について「日本維新の会は、政権との距離感は「是々非々」と言っていましたが、私は「非非非非非非非是ぐらいで十分です！」と言い続けてきました。責任野党なんて言われて喜んでいては安倍総理にナメられるだけ。」と言及している[8]。

## 人物
- キヤノン退職の経緯について、阪口は「会社（キヤノン）の理解が得られず、結局辞めざるを得なかった」と述べている[22]。阪口によれば、国際連合開発計画所長の日根居誠を介し、キヤノンの山路敬三副社長・御手洗富士夫専務取締役（いずれも当時）に面会し休職の許可を願い出たが、上司を通じて御手洗から「キヤノンの利益とは全く関係ない活動」「休職は絶対に認めるわけにはいかん」と通告され、面会を拒絶された[23]。阪口はキヤノンが掲げる「グローバルな視野」、「世界の繁栄と人類の幸福のために貢献する」という企業理念を「単なる飾り物にすぎない」と批判している[24]。
- 元ラグビー選手でオーストラリア弁護士のイアン・ウィリアムスとは、20年以上の付き合いがある[25]。
- 趣味は、アウトドアスポーツ（フルマラソン完走10回。選挙区内のマラソンレースにはランナーとして参加）、極真空手（黒帯、初段。早稲田大学時代は、和道流空手をしていた）、スポーツ観戦、旅行（70ヶ国以上を訪問。）、読書（以前は純文学派だったが、最近は国際政治や途上国開発に関する学術書を中心に読む）[26]

## 選挙歴
| 当落 | 選挙                     | 執行日         | 年齢 | 選挙区         | 政党         | 得票数     | 得票率 | 定数 | 得票順位 /候補者数 | 政党内比例順位 /政党当選者数 |
| ---- | ------------------------ | -------------- | ---- | -------------- | ------------ | ---------- | ------ | ---- | ------------------ | ---------------------------- |
| 落   | 第43回衆議院議員総選挙   | 2003年11月09日 | 40   | 神奈川県第17区 | 民主党       | 8万1900票  | 34.73% | 1    | 2/3                | /                            |
| 落   | 第44回衆議院議員総選挙   | 2005年09月11日 | 42   | 神奈川県第17区 | 民主党       | 8万9901票  | 32.13% | 1    | 2/3                | /                            |
| 落   | 第21回参議院議員通常選挙 | 2007年07月29日 | 44   | 和歌山県選挙区 | 民主党       | 18万7545票 | 38.21% | 1    | 2/3                | /                            |
| 当   | 第45回衆議院議員総選挙   | 2009年08月30日 | 46   | 和歌山県第2区  | 民主党       | 9万134票   | 54.77% | 1    | 1/3                | /                            |
| 比当 | 第46回衆議院議員総選挙   | 2012年12月16日 | 49   | 和歌山県第2区  | 日本維新の会 | 3万6110票  | 26.06% | 1    | 2/4                | 3/10                         |
| 落   | 第47回衆議院議員総選挙   | 2014年12月14日 | 51   | 和歌山県第2区  | 維新の党     | 3万9799票  | 31.49% | 1    | 2/3                | /                            |
| 落   | 第48回衆議院議員総選挙   | 2017年10月22日 | 54   | 岐阜県第3区    | 希望の党     | 6万8404票  | 30.56% | 1    | 2/3                | /                            |
| 落   | 第49回衆議院議員総選挙   | 2021年10月31日 | 58   | 岐阜県第3区    | 立憲民主党   | 9万3616票  | 41.43% | 1    | 2/2                | /                            |
| 比当 | 第50回衆議院議員総選挙   | 2024年10月27日 | 61   | 岐阜県第3区    | れいわ新選組 | 4万8002票  | 22.81% | 1    | 3/3                | 1/5                          |

## 著書
- 阪口直人『心にかける橋 カンボジアに見た夢 - 国連ボランティア12カ月』学陽書房、1994年 ISBN 978-4-313-81081-5
- 『新しい平和構築論』明石書店、2005年、共著、ISBN 978-4-7503-2072-4